# Шваневеде
Шваневеде (њем. Schwanewede) општина је у њемачкој савезној држави Доња Саксонија. Једно је од 11 општинских средишта округа Остерхолц. Према процјени из 2010. у општини је живјело 20.061 становника. Посједује регионалну шифру (AGS) 3356009.

## Географски и демографски подаци
Шваневеде се налази у савезној држави Доња Саксонија у округу Остерхолц. Општина се налази на надморској висини од 15 метара. Површина општине износи 132,2 km². У самом мјесту је, према процјени из 2010. године, живјело 20.061 становника. Просјечна густина становништва износи 152 становника/km².